# Jolanda van Hongarije
Jolanda van Hongarije ook bekend onder de naam Violante (Esztergom, circa 1215 - Huesca, 9 oktober 1251) was van 1235 tot aan haar dood koningin-gemalin van Aragón. Ze behoorde tot het huis der Árpáden.

## Levensloop
Jolanda werd geboren als de dochter van koning Andreas II van Hongarije en diens echtgenote Yolande van Courtenay.
In 1235 huwde ze met koning Jacobus I van Aragón en werd daarmee diens tweede echtgenote. Jacobus I was eerder gehuwd met Eleonora van Castilië, maar had in 1229 zich van haar laten scheiden op basis van bloedverwantschap. Ze kregen tien kinderen:
- Violante (1236–1301), huwde in 1249 met koning Alfons X van Castilië
- Constance (1239–1269), huwde in 1260 met infant Manuel van Castilië, heer van Villena
- Peter (1240–1285), koning van Aragón
- Jacobus II (1243–1311), koning van Majorca
- Ferdinand (1245–1250)
- Sancha (1246–1251)
- Isabella (1247–1271), huwde in 1262 met koning Filips III van Frankrijk
- Maria (1248–1267), werd zuster
- Sancho (1250–1275), aartsbisschop van Toledo
- Eleonora (1251), jong gestorven

Als koningin-gemalin speelde Jolanda een belangrijke politieke rol in Aragón en was ze een waardevolle adviseuse van haar echtgenoot, op wie ze een sterke invloed had. Ook speelde ze een beslissende rol bij onderhandelingen van internationale akkoorden, zoals het belangrijke Verdrag van Almizra met het koninkrijk Castilië in 1244.
In 1251 stierf Jolanda, waarna ze werd bijgezet in het Sinta-Mariaklooster van Vallbona. In 2002 financierde de Hongaarse regering de renovatie van haar graftombe.